# Бойченко, Иван Васильевич (генерал-лейтенант)
Иван Васильевич Бойченко — советский военный, государственный и политический деятель, генерал-лейтенант.

## Биография
Родился в 1912 году в слободе Николаевской. Член КПСС с 1937 года.
С 1930 года — на военной службе, общественной и политической работе. В 1930—1976 гг. — на комсомольской и советской работе в Нижне-Волжском крае, в Рабоче-Крестьянской Красной Армии, участник Великой Отечественной войны, помощник начальника политотдела 2-го гвардейского кавалерийского корпуса, начальник политотдела 3-й гвардейской кавалерийской дивизии, заместитель начальника политотдела 40-го стрелкового корпуса, начальник политотдела 64-й стрелковой дивизии, на политической работе и командных должностях в Советской Армии, Член Военного Совета Сибирского военного округа.
Избирался депутатом Верховного Совета РСФСР 7-го и 8-го созывов.
Умер после 1985 года.